# Un caso di coscienza (serie televisiva)
Un caso di coscienza è una serie televisiva italiana ideata e diretta da Luigi Perelli, e trasmessa in prima visione sulle reti Rai dal 2003 al 2013.

## La serie
Questa serie è composta da cinque stagioni, ognuna da sei puntate della durata di circa 100 minuti ciascuna. Per quanto riguarda la prima visione, la prima stagione andò in onda su Raidue nel 2003, e le quattro seguenti andarono in onda su Raiuno dal 2005 al 2013. Per quanto riguarda le repliche, la serie è andata in onda su Raiuno e Rai Premium, ed era disponibile su Rai.tv, sito web dismesso nel 2016.
La serie è prodotta da Mario Rossini per Red Film e Rai Fiction con la collaborazione di Friuli-Venezia Giulia Film Commission, poiché è ambientata e girata principalmente a Trieste. Non è mai stata distribuita nel mercato home video.

## Episodi
| Stagione         | Episodi | Prima TV  |
| ---------------- | ------- | --------- |
| Prima stagione   | 6       | 2003      |
| Seconda stagione | 6       | 2005-2006 |
| Terza stagione   | 6       | 2008      |
| Quarta stagione  | 6       | 2009-2010 |
| Quinta stagione  | 6       | 2013      |

## Cast
Il protagonista è Sebastiano Somma. Gli interpreti comprimari presenti nell'intera serie sono Loredana Cannata e Stephan Danailov.
Oltre ai due comprimari fissi, ci sono anche Elisabetta Gardini (prima stagione), Barbara Livi (seconda e terza stagione), Vanessa Gravina (quarta stagione) e Vittoria Belvedere (quinta stagione).

## Trama
Rocco Tasca è un avvocato di successo che lavora per il prestigioso studio legale Sforza. Fidanzato da due anni con la sua collega Alice e amico di Virgilio, un ex carabiniere ora investigatore privato, conduce una vita felice vincendo una causa dopo l'altra e divenendo il braccio destro del suo capo Sforza. Un caso di coscienza è destinato però a stravolgere totalmente la sua esistenza. Dopo aver fatto assolvere, grazie alle sue straordinarie doti forensi, un uomo d'affari coinvolto in un incidente stradale che ha causato l'omicidio colposo di un ragazzo, e aver accusato la madre di quest'ultimo di negligenza, Rocco sente crescere dentro di sé un forte rimorso. Poco dopo, mentre è a casa, riceve la visita della madre del ragazzo che si suicida davanti ai suoi occhi. Da quel momento la vita dell'avvocato Tasca cambia radicalmente: decide di andarsene dallo studio Sforza, mettendosi in proprio, e di lasciare Alice. A nulla servono i tentativi della donna di farlo tornare sui suoi passi. Virgilio decide di seguire Rocco nella sua nuova avventura. Da questo momento, Rocco si dedicherà alla difesa dei più deboli e dei più poveri, tanto da essere soprannominato il Robin Hood del foro. Le cause da affrontare sono difficili, e spesso Rocco si ritrova a battersi contro il suo ex capo Sforza e contro la sua ex fidanzata Alice, la quale comunque lo ama ancora e cerca di riconquistarlo. Ma dalla seconda stagione, un'altra donna entra nella vita dell'avvocato Tasca: la dottoressa Erica Lacerba, che inizialmente collabora con lo studio legale di Rocco, di cui ora fa parte anche Alice. Ma in realtà Erica nasconde un grande segreto: è la figlia maggiore della donna che si suicidò davanti agli occhi di Rocco un anno prima, e vuole ora ottenere vendetta nei confronti dell'avvocato. Con il passare del tempo però Erica finisce per innamorarsi, ricambiata, di Rocco. I due chiariranno i fatti del passato, si sposeranno e avranno una figlia, Eva. All'inizio della quarta stagione, la moglie dell'avvocato Tasca viene uccisa perché casualmente coinvolta in un complicato intrigo, che si scoprirà ordito da uno studio legale rivale a quello di Rocco. Questo favorisce, nella quinta stagione, il riavvicinamento di Rocco e Alice, che dopo la collaborazione di tipo professionale ritrovano anche, a distanza di anni, un'intesa sentimentale a lungo desiderata. La quinta serie si conclude con l'annuncio della gravidanza di Alice e con la formazione della nuova famiglia, di cui fa parte anche l'eterno amico e collaboratore Virgilio, il quale anche lui nel frattempo si è sposato.